# Lordotus striatus
Lordotus striatus är en tvåvingeart som beskrevs av Joseph Hannum Painter 1940. Lordotus striatus ingår i släktet Lordotus och familjen svävflugor. Inga underarter finns listade i Catalogue of Life.